# Fioravanti Marullo
Fioravanti Arturo Marullo (1911 – 2003) è stato un calciatore argentino, di ruolo difensore.

## Caratteristiche tecniche
Giocava come terzino.

## Carriera

### Club
Cresciuto nel settore giovanile dell'Huracán, Marullo fu promosso in prima squadra nel 1930. Giocò 8 gare tra il 1930 e il 1932, vincendo, peraltro, la Copa Competencia con la formazione di categoria Segunda División. Lasciato l'Huracán, avendo trovato poco spazio, passò al Ferro Carril Oeste: lì giocò 27 gare di massima serie, divenendo titolare. Fu poi ceduto al River Plate: in due stagioni raccolse una sola presenza.